# System Architecture Evolution

Архитектура ядра сети SAE

SAE (англ. System Architecture Evolution — Эволюция системной архитектуры) — архитектура ядра сети, разработанная консорциумом 3GPP для стандарта беспроводной связи LTE.
SAE является эволюционным продолжением ядра сети GPRS, с некоторыми отличиями:
- упрощенная архитектура — архитектура SAE снижает эксплуатационные и капитальные расходы. Новая, плоская модель, означает, что потребуется повысить пропускную способность узлов только двух типов (базовых станций и шлюзов), чтобы они справились с трафиком в случае его значительного роста.
- целиком построена на IP (All IP Network — AIPN) — Первые концепции 3G были разработаны, с тем, чтобы голос по-прежнему передавался по системе с коммутацией каналов. С тех пор наблюдался переход к IP-сетям. Соответственно архитектура SAE построена на базе IP-сети.
- обеспечивает большую пропускную способность на сети радиодоступа (radio access network — RAN) — предполагается, что нисходящий канал (Down Link) будет со скоростью свыше 100 Мбит/с, и основное внимание системы будет сосредоточено мобильности полосы пропускания, от сети потребуется поддерживать гораздо больше уровней данных.
- обеспечивает меньшую задержку RAN — с увеличением требуемых уровней взаимодействия и более быстрых ответов, концепция SAE обеспечит уровень задержки в районе 10 мс.
- поддерживает мобильность между несколькими гетерогенными RAN, включающим поддержку, как систем типа GPRS, так и не-3GPP систем (например WiMAX)

## Архитектура SAE
Основным компонентом архитектуры SAE является Evolved Packet Core (EPC). EPC служит эквивалентом сети GPRS.
Компонентами EPC являются:
- MME (Узел Управления Мобильностью — Mobility Management Entity) — это ключевой контролирующий модуль для сети доступа LTE. Он отвечает за процедуры обеспечения мобильности, хэндовера, слежения и пейджинга UE (Пользовательского Устройства — User Equipment). Он участвует в процессах активации/дезактивации сетевых ресурсов и так же отвечает за выбор SGW для UE при начальном подключении и при хэндовере внутри LTE со сменой узла Ядра Сети (Core Network — CN). Он отвечает за аутентификацию пользователя (при взаимодействии c HSS). Сигнализация Слоя Без Доступа (Non-Access Stratum — NAS) оканчивается в MME и данный узел так же отвечает за генерацию и распределение временных идентификаторов для UE. Он проверяет авторизацию UE для доступа к сервис-провайдерам мобильных сетей (Public Land Mobile Network — PLMN) и реализует роуминговые ограничения для UE. MME является заключительной точкой сети для шифрования/защиты целостности сигнализации NAS и отвечает за управление безопасностью. Правомерный перехват сигнализации также обеспечивается MME. MME предоставляет плоскость функций контроля для обеспечения мобильности между LTE и сетями доступа 2G/3G через интерфейс S3 установленный к MME от SGSN. MME также соединен интерфейсом S6a с домашним HSS для роуминга UE.

- SGW (Обслуживающий Шлюз — Serving Gateway): Предназначен для обработки и маршрутизации пакетных данных поступающих из/в подсистему базовых станций. SGW маршрутизирует и направляет пакеты с пользовательскими данными, в то же время выполняя роль узла управления мобильностью (mobility anchor) для пользовательских данных при хэндовере между базовыми станциями (eNodeB), а также как узел управления мобильностью между сетью LTE и сетями с другими технологиями 3GPP. Когда UE свободен и не занят вызовом, SGW отключает нисходящий канал данных (Down Link — DL) и производит пейджинг, если требуется передать данные по DL в направлении UE. Он управляет и хранит состояния UE (например требования по пропускной способности для IP-сервисов, внутреннюю информацию по сетевой маршрутизации). Он также предоставляет копию пользовательских данных при правомерном перехвате (lawful interception).

- PGW (Пакетный шлюз — Packet Data Network Gateway): Пакетный шлюз обеспечивает соединение от UE к внешним пакетным сетям данных, являясь точкой входа и выхода трафика для UE. UE может иметь одновременно соединение с более чем одним PGW для подключения к нескольким сетям. PGW выполняет функции защиты, фильтрации пакетов для каждого пользователя, поддержку биллинга, правомерного перехвата и сортирование пакетов. Другая важная роль PGW — являться узлом управления мобильностью между 3GPP и не-3GPP технологиями, такими как WiMAX и 3GPP2 (CDMA 1X и EvDO).

- PCRF (Узел выставления счетов абонентам — Policy and Charging Rules Function[англ.]): Это — общее название для устройств в рамках SAE EPC, которые отслеживают поток предоставляемых услуг, и обеспечивают тарифную политику. Для приложений, требующих контроль или начисление платы в режиме реального времени, может использоваться дополнительный сетевой элемент под названием Applications Function (AF).

## Распределение интеллекта в SAE
Для соблюдения требований к увеличению пропускной способности и уменьшению времени отклика, а также для перехода к all-IP сети, необходимо использовать новый подход к структуре сети.
Ранее сеть радиодоступа 3G состояла из Node B (базовых станций) и Контроллеров Радиосети (Radio Network Controllers — RNC). Несколько Node B были подключены по принципу «звезда» к RNC, который нес основную нагрузку по управлению радиоресурсом. В свою очередь, RNC были подключены к ядру сети и через него соединялись между собой.
Для обеспечения необходимой функциональности в рамках LTE, в структуре SAE, слой управления сдвигается от ядра к периферии. Управляющие узлы RNC удаляются и управление радиочастотным ресурсом передается базовым станциям. Новый тип базовых станций получил название eNodeB или eNB.
eNB подключаются непосредственно к шлюзу основной сети через новый «интерфейс S1». В дополнение к нему, новые eNB соединяются с соседними eNB по принципу сети через «интерфейс X2». Это обеспечивает гораздо более высокий уровень прямого взаимодействия. Данное подключение, также позволяет направлять многие вызовы напрямую, поскольку большое количество звонков и соединений в сети предназначаются для мобильных устройств в той же или соседних сотах. Новая структура позволяет направлять вызовы по более короткому маршруту и с минимальным использованием ресурса ядра сети.
В дополнение к реализации 1 и 2-го уровней OSI, eNB управляет рядом других функций, которые включают в себя контроль радио ресурсов (включая управление доступом), балансировку нагрузки и управление мобильностью, включая принятие решений о хэндовере для мобильных пользователей или оборудования (UE).
Дополнительные уровни гибкости и функциональности означают, что новые станции eNB являются более сложными, чем станции UMTS или базовые станции предыдущих поколений. Однако новая структура сети SAE позволяет обеспечить производительность гораздо более высокого уровня. В дополнение, гибкость, заложенная в eNB, позволяет им поддержать дальнейшее расширение функциональности для перехода от LTE к LTE Advanced.